# 第6步兵旅 (以色列)
第6埃齊奧尼步兵旅（希伯來語：‎，或稱耶路撒冷旅）是以色列国防军的後備部隊。最初創建於1947年末，作為哈加拿部隊之一參與1948年以色列-阿拉伯戰爭。部隊的第一位指揮官是伊斯雷爾·埃米爾。
鑑於以色列國防軍的整體重組，第6埃齊奧尼旅在1948年以色列-阿拉伯戰爭後被解散，並於1955年改建為中部司令部的第14預備旅。2010年，預備役第408步兵旅更名為埃齊歐尼旅，即現時的第6步兵旅。